# Gabriel Méndez
Gabriel Antonio Méndez (Paso de los Libres, 5 agosto 1988) è un calciatore argentino, centrocampista del Metropolitan FA.

## Carriera
Ha giocato nella massima serie dei campionati argentino, ecuadoriano, cileno e hongkonghese.